# Tonami, Toyama
Tonami (砺波市 Tonami-shi) là một thành phố thuộc tỉnh Toyama, Nhật Bản.